# Бапсі Сідхва
Бапсі Сідхва (урду باپسا سادہوا; 11 серпня 1938, Карачі — 25 грудня 2024) — пакистанська письменниця, з 1983 року постійно мешкала в Америці. Найбільшу славу їй принесла спільна робота з індо-канадським режисером Діпа Мехта, який зняв фільм «Земля» (1998) за романом Бапсі «Cracking India» або «Ice Candy Man». Згодом стрічка Мехта «Вода» (2005) стала натхненням для написання однойменного роману Бапсі.

## Біографія
Бапсі Сідхва народилась у сім'ї парсів — зороастрійців у місті Карачі, пізніше з родиною мешкала в Лахорі. У віці двох років Бапсі захворіла поліомієлітом, що дуже вплинуло на її життя. Коли дівчинці було дев'ять років, відбувся Розділ Індії. Ця подія стала основою для роману «Cracking India» (1988). В 1957 році Бапсі отримала ступінь бакалавра гуманітарних наук в жіночому коледжі Kinnaird.
В 19 років Бапсі вперше одружилась і переїхала у Бомбей. Через п'ять років вона розлучилася та одружилась вдруге, зі своїм нинішнім чоловіком, Ноширом, вже в Лахорі. Бапсі має трьох дітей, її дочка, Мохур, в 2012 році була кандидатом на виборах у Палату представників США у штаті Аризона.
Бапсі мешкала в Г'юстоні, куди емігрувала ще в 1984 році. Вона викладала в Колумбійському університеті, Г'юстонському університеті, коледжі Маунт Холіок, Саутгемптонському університеті та Брандейському університеті.
Померла 25 грудня 2024 року у Х'юстоні, штат Техас, у віці 86 років.

## Праці
- Their Language of Love: published by Readings Lahore (2013, Pakistan.)
- Jungle Wala Sahib (Translation) (Urdu): Published by Readings Lahore (2012, Pakistan)
- City of Sin and Splendour: Writings on Lahore (2006, US)
- Water: A Novel (2006, US and Canada)
- Bapsi Sidhwa Omnibus (2001, Pakistan)
- An American Brat (1993, U.S.; 1995, India)
- Cracking India (1991, U.S.; 1992, India; originally published as Ice Candy Man, 1988, England)
- The Bride (1982, England; 1983;1984, India; published as The Pakistani Bride, 1990 US and 2008 US)
- The Crow Eaters (1978, Pakistan; 1979 &1981, India; 1980, England; 1982, US)

## Нагороди та досягнення
Америка:
- 1986—1987 — член Radcliffe/Harvard — Mary Ingraham Institute
- 1987 — член національного фонду Мистецтв
- 1991 — запрошений дослідник у навчальному центрі Фонду Рокфелера, Белладжіо, Італія
- 1993 — літературна премія Ліли Уоллес «Дайджест читача»
- 1999—2007 — працювала в Раді директорів Inprint у Х'юстоні, нині входить у його Консультаційну раду
- 2000 — включена в Зороастрійську Залу Слави в Х'юстоні
- 2002 — отримала літературну премію «Визначна майстерність» на Зороастрійському конгресі в Чикаго
- 2007 — премія Primo Mondello
- 2008 — стала першою в Південній Азії, хто отримав літературну премію «Визначна майстерність»
- 2008 — премія HCC Азійсько-американська спадщина

Пакистан:
- 1991 — отримала Sitara-i-Imtiaz, вищу національну нагороду в мистецтві, Пакистан
- 1991 — отримала Національну премію англійської літератури від Пакистанської академії словесності
- 1992 — літературна премія Patras Bokhari

Німеччина:
- 1991 — LiBeraturepreis за Ice-Candy-Man (Cracking India)

Англія:
- 1999 — Cracking India стала однією з 200 найкращих книг англійською мовою за версією Бібліотеки Сучасності; премія David Higham за роман Crow Eaters

Італія:
- 2007 — Premio Mondello 2007 за роман Water[2]